# Горењска
Горењска је планинско алпско подручје уз горњи ток ријеке Саве у Словенији, сјеверно и сјеверозападно од Љубљане. Историјски је, заједно с Долењском и Нотрањском припадала Крањској, а данас је неслужбена покрајина.

## Географија
Горењска се смјестила између порјечја Соче на западу, порјечја Драве на сјеверу, порјечја Савиње на истоку, те посавског горја и Љубљане на југу. Обухвата горје Караванки, западну, камничку страну Камничко-савињских Алпи, те источни дио Јулијских Алпи. Језгру Горењске представља 300 до 500 метара висока Љубљанска котлина, која се протеже од Љубљане до Жировнице и Бледа.
Већи су градови Крањ, Јесенице, Тржич, Шкофја Лока, Камник, Домжале и Медводе.

## Економија
Горењска спада међу најразвијеније дијелове Словеније са снажном и разноврсном индустријом, обртом и туризмом, како љетним, тако и зимским. У индустрији превладавају три гране: производња електричних машина и апарата, производња завршних дрвних производа, те метално прерађивачка индустрија.
Посебно је развијено сточарство те искориштавање шума. Горењска се простире на 10,5% укупне површине Словеније, а садржи 6,4% све обрађене земље у Словенији, те 7,6% пољопривредног земљишта, 12,4% шума и чак 20,7 посто неплодног тла. Пољопривредно земљиште заузима укупно 62.231 ха, од чега је 11.922 ha њива и вртова, 1.887 ha воћњака, 48.205 ha травњака и пашњака. Велики дио пољопривредног земљишта у горском је и планинском подручју.
Пчеларство је пољопривредна грана по којој је Горењска позната, прије свега, по Крањској пчели и вишевијековној традицији, најпознатији пчеларски центар је градић Радовљица.